# Авізавр
Avisaurus (що означає «птах-ящірка») — рід викопних енанціорносових птахів з пізньої крейди Північної Америки. Описано два види — A. archibaldi та А. gloriae. Обидва відомі тільки по скам'янілих кістках стопи — цівці.
Обидва види Avisaurus мешкали на вологих низинних болотах, озерах і басейнах річок на західному березі внутрішнього моря, що існувало в кінці крейдяного періоду на території сучасних США. Цей рід належить до родини Avisauridae, яка також містить подібні тварини з Південної Америки, такі як Soroavisaurus і Neuquenornis.

## Avisaurus archibaldi
А. archibaldi був виявлений в пізньому крейдяному періоді в формації Гелл-Крік з Північної Америки (маастрихт, 70,6—65,5 млн років тому), що робить його одним з останніх енанціорносових птахів. Він був зібраний в 1975 році в місцевості Гарфілд Каунті, штат Монтана, США.
А. archibaldi представлений однією скам'янілістю стопи, що знаходиться у колекції Каліфорнійського університету Музею палеонтології. Вона має номер по каталогу 117600 UCMP. Зразок має максимальну довжину 73,9 мм. Названий на честь Дж. Девіда Арчибальда, його першовідкривача, з Університету Каліфорнії в Берклі.

## Avisaurus gloriae
А. gloriae був виявлений у формації Two Medicine (близько 77—71 мільйонів років тому). Вона була зібрана в місцевості Гласьєр Каунті, штат Монтана, США. А. gloriae представлений однією скам'янілістю правої стопи, що знаходиться в колекції Музею Скелястих гір Державного університету Монтани. Вона має номер по каталогу MOR 553E/6.19.91.64. Вона була зібрана в 1991 році. Був описаний Varrichio і Chiappe в 1995 році. Зразок має максимальну довжину 30,9 мм. Він названий на честь Gloria Siebrecht, волонтера Музею Скелястих гір.